# Charles Harrison Townsend
Charles Harrison Townsend (Birkenhead, 13 maggio 1851 – 26 dicembre 1928) è stato un architetto inglese.

## Biografia
Studiò alla Birkenhead School e lavorò per l'architetto di Liverpool Walter Scott nel 1870. Si trasferì a Londra con la sua famiglia nel 1880 ed entrò in società con l'architetto londinese Thomas Lewis Banks nel 1884. Townsend divenne membro della Art Workers' Guild nel 1888 e nello stesso anno fu eletto Fellow del più conservatore Royal Institute of British Architects. Rimase un membro attivo di entrambe le organizzazioni per tutta la sua carriera e fu eletto Master of the Art Workers' Guild nel 1903. È stato un importante architetto in stile moderno (stile Art Nouveau britannico) il cui motivo preferito era l'albero.

## Opere
La carriera di Townsend fu dedicata principalmente a commissioni ecclesiastiche domestiche e su piccola scala, ma la sua reputazione si basa principalmente su tre edifici pubblici sorprendentemente originali a Londra: Bishopsgate Institute (1892 –1894), la Whitechapel Art Gallery (1895 – 1899, aperta nel 1901) e il Museo Horniman (1898 – 1901).
Questi edifici sono solitamente identificati con gli stili Art Nouveau o Arts and Crafts, ma l'originalità di Townsend rese il suo stile difficile da classificare. Service lo definisce un architetto "canaglia". Pevsner descrive gli edifici come "senza dubbio l'esempio più notevole di uno sconsiderato ripudio della tradizione tra gli architetti inglesi dell'epoca". Il Museo Horniman in particolare fece dire a un osservatore contemporaneo, nel 1902, l'anno dopo l'apertura dell'edificio: "una nuova serie di pensieri franchi e senza paura espressi e coordinati nella pietra". Townsend sembra essere stato influenzato dallo stile neoromanico dell'architetto statunitense Henry Hobson Richardson: conosceva sicuramente il lavoro di quell'architetto poiché suo fratello giornalista, Horace Townsend, aveva scritto un lungo articolo su Richardson.
Notevoli tra le altre opere di Townsend sono: All Saints, Ennismore Gardens, Londra (ora cattedrale ortodossa russa) (1892), il pittoresco St. Martin, Blackheath, Surrey (che è apparentemente modellato su una cappella italiana) (1893), la United Free Church, Woodford Green (1901) e St. Mary the Virgin, Great Warley, Essex (1902).
Tra i collaboratori di Townsend c'era l'architetto finlandese Gustaf Strengell, che al suo ritorno in Finlandia divenne uno dei più noti architetti teorici, curatori e critici del paese, sebbene esercitasse poco come architetto. Insieme all'amico critico d'architettura Sigurd Frosterus, Strengell si oppose all'architettura in stile Art Nouveau predominante in Finlandia a quel tempo (conosciuta come Jugenstil e incarnata dalle opere di Eliel Saarinen), sostenendo invece un modernismo più eccentrico, di un tipo che potrebbe essere notato anche nelle opere di Townsend.

## Edifici
- The Horniman Museum, Forest Hill (1901; Biblioteca e Aula Magna aggiunte, 1910)[6]
- The Village Hall, Panshanger (1910) ora Mayflower Place[7]
- Chiesa di Woodford Green URC (1904)[8]
- Church of St Mary the Virgin, Great Warley, Essex (1902)[9]
- Cross Stone, West Meon (1901)[10][11]
- La Whitechapel Art Gallery (progettata nel 1897, costruita nel 1898-99)[12]
- Torri della scogliera, Devonshire (1898)
- Bishopsgate Institute (1894)[13]
- St Martin Church, Blackheath, Surrey (1893)[14]
- Villaggio di Blackheath, Surrey (c.1888-1907)[15]
- (Ex) All Saint's Church, Kensington (con Lewis Vulliamy) restauro e aggiunte (1887-1897)[16] Ora, Cattedrale ortodossa russa della Dormizione della Madre di Dio e di Tutti i Santi.[17]
- Kirkland Mission Churh (1886)[18]